# Rokautskyia odoratissima
Rokautskyia odoratissima é uma espécie de planta do gênero Rokautskyia e da família Bromeliaceae. 

## Taxonomia
A espécie foi descrita em 2017 por Sascha Heller, Georg Zizka e Elton Martinez Carvalho Leme. 
O seguinte sinônimo já foi catalogado:  
- Cryptanthus odoratissimus  Leme

## Forma de vida
É uma espécie terrícola e herbácea. 

## Descrição
| Caule            | Caule                                         |
| ---------------- | --------------------------------------------- |
| planta           | acaulescente                                  |
| Folha            |                                               |
| folha            | em roseta na base da planta/linear            |
| bainha foliar    | 1 centímetros de comprimento                  |
| Inflorescência   |                                               |
| inflorescência   | inserida entre as folha/pseudo escapo ausente |
| bráctea primária | 4 - 5 centímetros de comprimento              |
| Flor             |                                               |
| flor             | 3                                             |

## Conservação
A espécie faz parte da Lista Vermelha das espécies ameaçadas do estado do Espírito Santo, no sudeste do Brasil. A lista foi publicada em 13 de junho de 2005 por intermédio do decreto estadual nº 1.499-R. 

## Distribuição
A espécie é encontrada no estado brasileiro de Espírito Santo. 
A espécie é encontrada no domínio fitogeográfico de Mata Atlântica, em regiões com vegetação de .